# Cerkiew św. Paraskiewy we Lwowie
Cerkiew św. Paraskiewy (ukr. Церква святої Параскеви П'ятниці) – zabytkowa świątynia chrześcijańska położona przy ulicy Bohdana Chmielnickiego 77 B (ukr. вул. Богдана Хмельницького, 77В; przed 1945 – ulica Żółkiewska) u podnóża Wysokiego Zamku. Obecnie (XXI w.) jest to cerkiew prawosławna w jurysdykcji eparchii lwowsko-sokalskiej Kościoła Prawosławnego Ukrainy.

## Historia i architektura

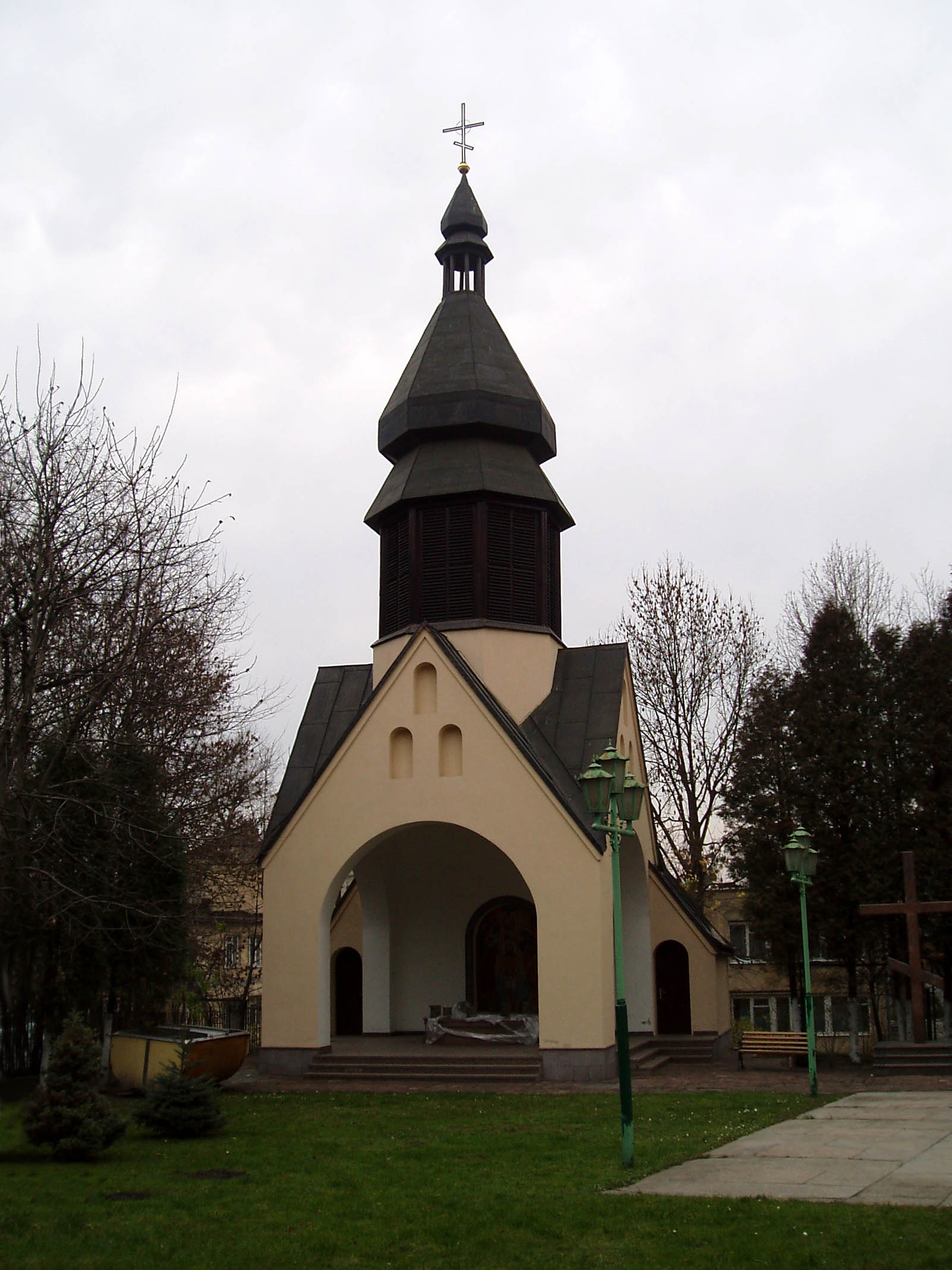
Dzwonnica

Cerkiew św. Paraskiewy (lub Piatnyci) została zbudowana z inicjatywy hospodara mołdawskiego Bazylego Lupu w 1645 na miejscu wcześniejszej budowli. Budulcem był ociosany piaskowiec. Jednonawowa cerkiew ma charakter obronny – jej mury są grube a okna małe; świadczą też o tym otwory strzelnicze w górnej kondygnacji wieży. Zamknięta jest ośmioboczną apsydą. Na murze widnieje herb hospodara – łeb bawołu ze słońcem, księżycem i koroną.
W 1885 dokonano zasadniczego remontu całej budowli.
Wysoka, czworoboczna wieża jest związana organicznie z właściwym korpusem świątyni. W 1908 została nakryta nowym, kopulastym hełmem, zaprojektowanym przez architekta Michała Łużeckiego i umieszczonym w miejscu dotychczasowego hełmu namiotowego; wtedy też dodano na rogach mniejsze wieżyczki. Elementem dekoracyjnym wieży jest attyka ze ślepą arkadą łuków romańskich i pilastrów renesansowych.
W latach 1987–1990 na dziedzińcu od strony fasady zbudowano nową dzwonnicę, która miała nawiązywać do architektury starej świątyni.

## Wyposażenie

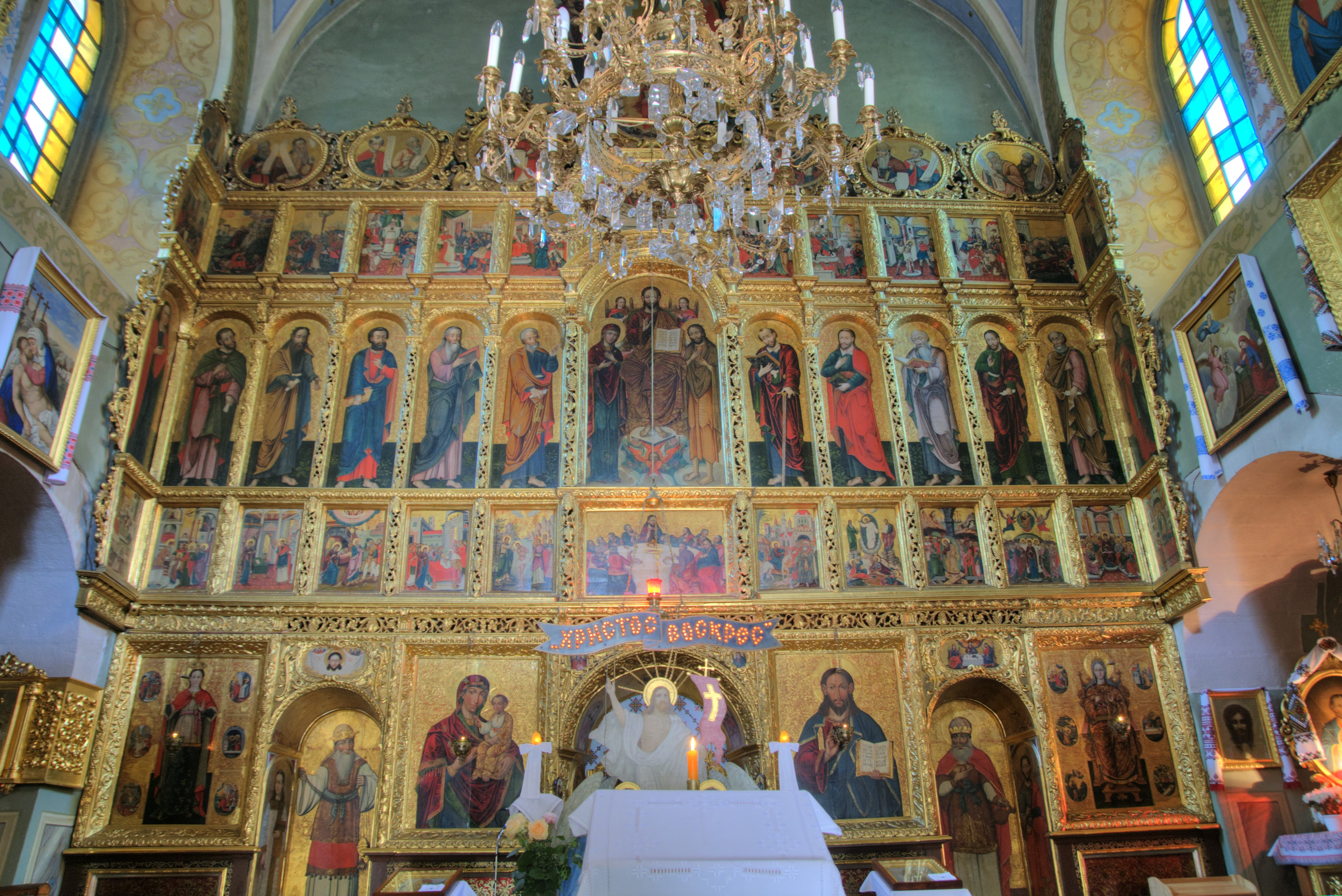
Ikonostas

Najcenniejszym artystycznie elementem wyposażenia cerkwi jest wspaniały, staroruski ikonostas w stylu bizantyjskim z początku XVII w., pozłacany, bogato rzeźbiony, zawierający ponad 70 ikon. Poziom wykonawczy i zastosowana technika wskazują na autorstwo lwowskiego malarza i portrecisty F. Seńkowicza lub jego uczniów. W 1870, podczas renowacji dolną część ikonostasu uzupełniono nowymi obrazami namalowanymi przez A. Kaczmarskiego. W trakcie konserwacji ikonostasu w 1982 przywrócono mu pierwotny wygląd.
Sklepienie nawy i prezbiterium pokryte jest freskami Łukasza Dolińskiego z końca XVIII w.